# Bela zonata
Bela zonata é uma espécie de gastrópode da família Mangeliidae.